# Azərpoçt

Логотип, що використовувався до квітня 2021 року

Держа́вне підприє́мство «Азерпо́чт» (азерб. Azərpoçt) — азербайджанська державна компанія, оператор азербайджанської національної поштової мережі. Штаб-квартира — в Баку. Член Всесвітнього поштового союзу з 1993 року.

## Історія
З розпадом СРСР і набуттям незалежності розпочався новий етап у розвитку поштового зв'язку в Азербайджані. Поштові послуги почало надавати Виробниче об'єднання (ПО) «Азерпочт», яке указом Міністерства зв'язку Азербайджанської Республіки під № 151 від 29 вересня 1999 року було перетворено в Державне підприємство (ДП) «Азерпочт». Таким чином ДП «Азерпочт» стало правонаступником ВО «Азерпочт».

## Законодавча база

### Закон про поштовий зв'язок
Закон Азербайджанської республіки про поштовий зв'язок був прийнятий 29 червня 2004 президентом Азербайджанської республіки Ільхамом Алієвим. Цей Закон визначає правові, економічні та організаційні основи діяльності у сфері поштового зв'язку, регулює відносини між організаціями поштового зв'язку і користувачами.

### Інші законодавчі акти

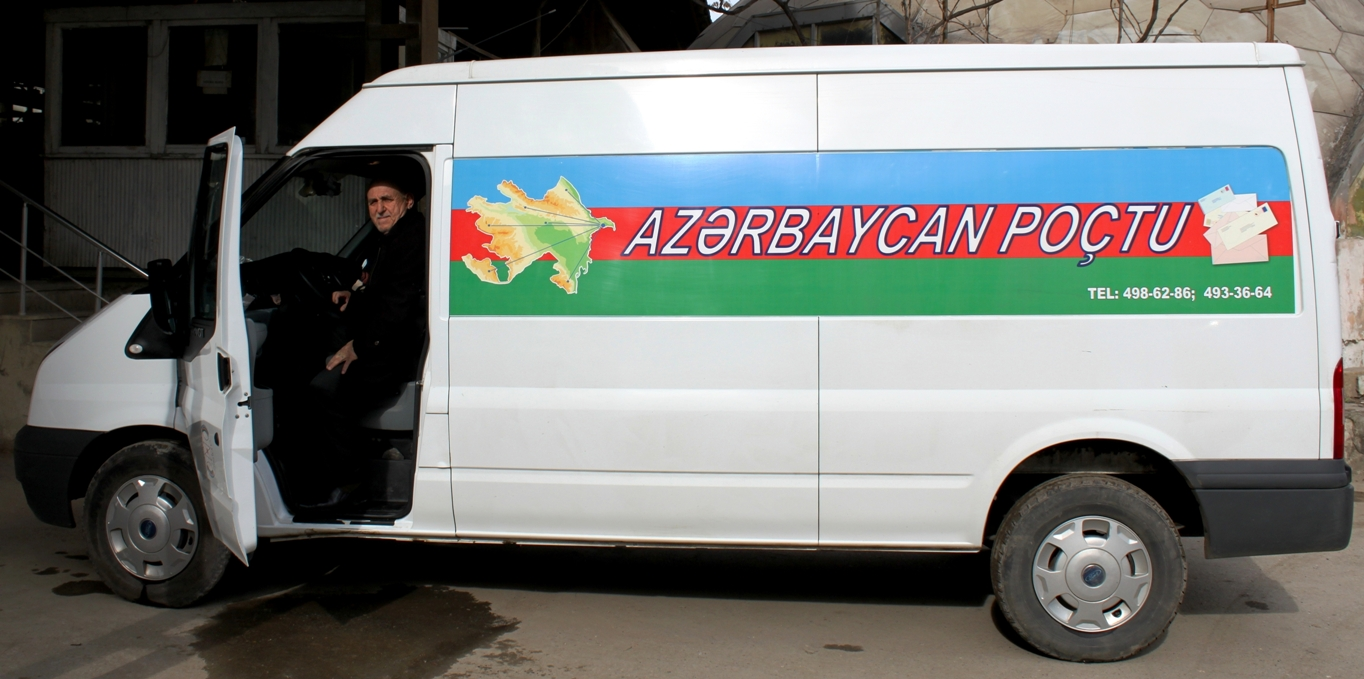
Поштовий автомобіль «Азерпочти»

Інші законодавчі акти, що регулюють поштову діяльність в Азербайджанській республіці:
- Закон про фельд'єгерський зв'язок.
- Закон про телекомунікації.
- Закон про електронний підпис та електронних документах.
- Закон про приєднання до статуту Всесвітнього поштового союзу.
- Закон про приєднання до Всесвітньої поштової конвенції та її заключного протоколу.
- Закон про приєднання до Спільного регламенту Всесвітнього поштового союзу.
- Закон про поштові відправлення.